# Pseudoparanaspia
Pseudoparanaspia is een kevergeslacht uit de familie van de boktorren (Cerambycidae). De wetenschappelijke naam van het geslacht werd voor het eerst geldig gepubliceerd in 1977 door Hayashi.

## Soorten
Pseudoparanaspia omvat de volgende soorten:
- Pseudoparanaspia chewi Vives & Heffern, 2001
- Pseudoparanaspia hefferni Vives, 2003
- Pseudoparanaspia laticornis Hayashi, 1977
- Pseudoparanaspia lepturoides (Pascoe, 1869)
- Pseudoparanaspia necopinata Holzschuh, 2010
- Pseudoparanaspia nigra Hayashi, 1977
- Pseudoparanaspia parallelipennis Hayashi, 1977
- Pseudoparanaspia semiephes Hayashi, 1977
- Pseudoparanaspia sumatrana Hayashi & Villiers, 1994
- Pseudoparanaspia thailandica Hayashi & Villiers, 1987
- Pseudoparanaspia villiersi Vives, 2001